# Prélude en si
Pour les articles homonymes, voir Prélude (homonymie).
Prélude en si est un prélude pour piano de Lili Boulanger composé en 1911.

## Présentation
Prélude en si, dont le manuscrit autographe complet mis au propre est conservé à la BnF (Ms. 19466), est daté à la fin : « dimanche 12 mars 1911 ». Le titre « prélude » est indiqué sur un autre manuscrit autographe, incomplet : Ms. 19465. Le catalogue des œuvres de Lili Boulanger établi par la musicologue Alexandra Laederich précise « en si » (pour si majeur) afin de le distinguer d'une autre partition de la compositrice, désignée sous l'appellation « Prélude en ré bémol ». Il est numéroté LB 7.
L'œuvre, d'une durée moyenne d'exécution de cinq minutes trente environ, est inédite à l'édition.

## Analyse
Pauline Lambert relève que la partition s'ouvre sur « une seule note, mi, autour de laquelle s'enroule la mélodie ». Dans l'ensemble, le Prélude est « une page envoûtante et arachnéenne, telle une araignée qui déploie sa toile autour d'un fil. La musique est irisée par des oscillations à la main gauche, un balancement entre des accords en tierce et là aussi, une mélodie très claire plane au-dessus à la main droite. [...] L'écriture [...] est pensée à travers des plans et des strates sonores, notés parfois sur trois portées [...]. La musique devient de plus en plus dense et dramatique, avant des chutes vers le grave de la tessiture, sans cesse répétées ».

## Discographie
- Les Mains nues, Moisès Fernández Via (piano), Urtext JBCC231, 2015, premier enregistrement mondial.
- Sisters : Lili & Nadia Boulanger, Complete Piano Works, Johan Farjot (piano), Klarthe, 2021.